# 导神星
导神星（145 Adeona）是一顆位于小行星帶的小行星，編號145。导神星的直径为151.1千米，质量为3.6×1018千克，公转周期为1595.888天。
導神星于1875年6月3日由克里斯蒂安·亨利·弗里德里希·彼得斯发现，并以羅馬神話中兒童的保護神阿黛娜（Adeona）命名。
| 前一小行星： (144)旅神星 | 小行星列表 | 後一小行星： (146)娩神星 |